# Arrangement
Een arrangement of toonzetting is een bewerking van een stuk muziek of compositie voor een andere bezetting, een bepaalde stijl of een bepaalde gelegenheid. Meestal blijven akkoordenschema en de melodielijn nagenoeg gehandhaafd en schrijft de arrangeur nieuwe partijen, die tweede en verdere stemmen toevoegen of anderszins de muziek aanvullen. Hierbij kunnen tempi,  dynamiek en maatsoort veranderen.
Ook vereenvoudiging komt voor, waarbij meestal juist een aantal stemmen 'verloren' gaan: van een orkestwerk kan bijvoorbeeld een versie worden gemaakt voor piano (een klavieruittreksel).
Als de melodie wordt losgelaten spreekt men niet van een arrangement maar een variatie.
In de klassieke muziek en jazz wordt vaak een stuk muziek, meestal een lied, gespeeld als een thema met variaties: eerst klinkt het muziekstuk zelf, in een onopgesmukte versie, waarna een serie variaties volgen, die in de jazz vaak deels geïmproviseerd zijn. Het geheel kan als arrangement van het lied worden beschouwd.

## Arrangeren in folk
In folkmuziek wordt er vaak gearrangeerd. Vaak bestaat een folknummer slechts uit een melodie van twee keer acht maten die herhaald worden (schema: AABB). Om het nummer interessant te houden gaat men arrangeren.
Enkele voorbeelden van arrangementen die in folk gebruikt worden zijn:
- instrumenten die zwijgen of spelen
- de eerste 8 maten worden gespeeld door een instrument, de herhaling wordt gespeeld door een ander instrument
- verandering van toonaard
- omzetten van majeur naar mineur
- veranderen van akkoorden bij de melodie
- de laatste maat van een deel stoppen en terug starten bij het volgende deel

Als folkmuzikant is het de bedoeling om de melodie aangenaam te houden gedurende het hele nummer. Men moet met het schrijven van een arrangement de eigen vindingrijkheid gebruiken. Door het gebruik van arrangement kan het zijn dat twee dezelfde nummers (met dezelfde melodie) heel anders klinken.

## Arrangeren in pop en rock
In pop- en rockmuziek maakt men bij auteursrechten vaak het onderscheid tussen de tekst, de muziek en het arrangement. Met arrangement bedoelt men hier de keuzes die de producer of daartoe aangestelde arrangeur maken, in de keuze van toegevoegde instrumenten, de klank van de hoofdinstrumenten, de klankkleur van gezongen partijen, extra stemmen en eventuele variaties in structuur. Songschrijvers werken meestal met stem en een basisinstrument. Het toevoegen van een arrangement is een aparte discipline. Wanneer hetzelfde lied een ander arrangement krijgt, gelden de auteursrechten van de songschrijvers, maar niet noodzakelijk die van een arrangeur.